# 제2차 스웨덴 십자군
제2차 스웨덴 십자군(스웨덴어: Andra svenska korståget)은 13세기 중반, 비르게르 야를이 이끄는 스웨덴군이 오늘날의 핀란드 중부의 해메인들을 공격한 십자군이다. 그 상세한 내용은 사료의 희박함으로 인해 파악이 매우 힘들지만, 이 십자군 원정의 결과 해메 지역은 스웨덴 왕국과 천주교회의 지배하에 떨어지게 되었다.

## 같이 보기
- 고중세 핀란드의 전쟁
- 제1차 스웨덴 십자군
- 제3차 스웨덴 십자군
- 북방십자군